# AdMob
AdMob ist ein Unternehmen, welches sich auf mobile Werbung (Mobile Advertising) spezialisiert hat. Der Name ist ein Kofferwort aus den englischen Wörtern „advertising“ und „mobile“. Das Unternehmen wurde von Omar Hamoui gegründet und später von Google übernommen. Der Firmensitz befindet sich in Mountain View, Kalifornien. Mit mehr als 40 Milliarden Werbeeinblendungen im Monat, mehr als 200 Milliarden Anzeigeanfragen im Monat weltweit, einer Nutzung von mehr als einer Million Apps und über einer Million Werbetreibenden gehört die Plattform zu den weltweit größten Anbietern im M-Commerce. AdMob ist verfügbar für Android, IOS, Flash Lite, Windows Phone und mobile Webseiten. Zudem wird die Unity-Engine und Cocos2d unterstützt.

## Funktionsweise
Die Plattform ermöglicht es, Bannerwerbung, Werbevideos und Werbetexte in mobile Apps einzubinden, die meist zu einem Call to Action aufrufen (Monetarisierung). Die Platzierung kann dabei individuell angepasst werden, und es kann aus bereits bestehenden Layouts gewählt werden. Einzelne Anzeigen lassen sich blockieren und freischalten. Zur Analyse der Daten wird die Software Firebase genutzt. Durch In-App-Prämien (wie der Vergabe von Punkten, virtuelles Geld, Avatare, Freischaltung von Levels etc.) können Anzeigen für Nutzer interessanter gemacht werden.

## Geschichte
Während Omar Hamoui auf die Wharton School ging, setzte er sich bereits mit dem Konzept auseinander. Die erste Version erschien am 10. April 2006. Im November 2009 übernahm Google für 750 Millionen US-Dollar die Rechte an der Plattform. Der vollständige Erwerb wurde am 27. Mai 2010 abgeschlossen. Auch Apple hatte im selben Jahr ein Interesse an dem Erwerb der Plattform, wurde allerdings von Google überboten. Zuvor versuchte es Google mit der Firma AdWhirl (auch als Adrollo bekannt), welche sich auf Werbeeinblendungen für iPhone-Apps spezialisiert hat. Seit Juli 2012 wurden mehr als eine Milliarde US-Dollar ausgezahlt.
Am 16. Mai 2013 kündigte Google einen Umbau von AdMob auf der firmeneigenen Entwicklerkonferenz Google I/O an. Hierbei sollen auch andere Technologien von anderen Plattformen wie AdSense und AdWords zum Einsatz kommen, um App-Entwicklern mehr dabei zu helfen ihr Geschäft auf- bzw. auszubauen.

## Ehrungen und Auszeichnungen
- 2009: The Top Ten mobiThinkers 2009[9]

- 2010: Mobile Premier Award[10]
- Mai 2010: „Hottest Silicon Valley Companies“ (von Lead411)[11]